# Abdel Moneim El-Guindi
 Abdel Moneim El-Guindi (Alejandría, 12 de junio de 1936  – 17 de marzo de 2011) fue un boxeador amateur egipcio. Consiguió la medalla de bronce en los Juegos Olímpicos de 1960.